# (34170) 2000 QX33
2000 كيو أكس 33 (ويعرف أيضًا باسم (34170) 2000 كيو أكس 33 وفق تسمية الكوكب الصغير) (بالإنجليزية: 2000 QX33)‏ هو كويكب ضمن حزام الكويكبات؛ وترتيبه 34170 من حيث الاكتشاف.
اكتُشف هذا الجُرم الفلكي بواسطة Paul G. Comba ‏ في 26 أغسطس 2000.

## وصلات خارجية
- (34170) 2000 QX33 في قاعدة بيانات مختبر الدفع النفاث لأجرام النظام الشمسي الصغيرة

- الاكتشاف · مخطط المدار ·  العناصر المدارية · المعلمات المادية

- (34170) 2000 QX33 على موقع ويكي سكاي: DSS2, SDSS, GALEX, IRAS, Hydrogen α, X-Ray, Astrophoto, Sky Map, Articles and images